# Ratpenat de xarretera d'Ansell
El ratpenat de xarretera d'Ansell (Epomophorus anselli) és una espècie de ratpenat de la família dels pteropòdids. És endèmic de Malawi. El seu hàbitat natural són els boscos de miombo amb vegetació dels gèneres Brachystegia i Julbernardia. Es desconeix si hi ha amenaces significatives per a la supervivència d'aquesta espècie. Fou anomenat en honor del mastòleg britànic William Frank Harding Ansell.

## Descripció
E. anselli és una espècie de mida mitjana del complex Epomophorus gambianus. Té les ales grans i l'uropatagi petit. Igual que altres espècies del mateix gènere, no té cap taca blanca al ventre.
| Mida        | Mascle | Femella |
| Braç (mm):  | 77,4   | 67,5    |
| Crani (mm): | 47,1   | 38,7    |